# HD 10161
HD 10161，又名CD-25 670，SAO 167199、HR 474，是一颗恒星，视星等为6.7，位于銀經204.39，銀緯-79.16，其B1900.0坐标为赤經1h 34m 8.4s，赤緯-25° -79.16′ 50″。